# Coll de la Carrasqueta (Xixona)
El coll de la Carrasqueta o port de la Carrasqueta és un pas de muntanya en la serra de la Carrasqueta, al terme de Xixona (l'Alacantí) per on transcorre la carretera entre Alcoi i Xixona, al País Valencià, l'antiga N-340 i actual CV-800. Es situa a 1.023 metres d'alçada.
A dalt s'hi troba un mirador des que ens permet gaudir del contrast paisatgístic, molt pronunciat, entre les seues vessants (la solana i l'ombria), així com d'una bona panoràmica de la costa i l'interior muntanyós.
El port de la Carrasqueta també és considerat un punt negre de les carreteres valencianes, especialment per a especialment per a motociclistes que fan un ús recreatiu d'aquesta via.